# São José da Batalha
São José da Batalha é um distrito brasileiro do município de Salgadinho, estado da Paraíba, subordinado a Região Metropolitana de Patos.
Esta é a localidade em que a Turmalina Paraíba foi descoberta em 1980, sob a supervisão de Heitor Barbosa, com o primeiro achado, oito anos após o início da atividade.
Também foi palco de um esquema internacional para explorar ilegalmente a pedra preciosa e levá-la para fora do Brasil. O lugar estava no centro de uma fraude internacional que envolvia empresários do Brasil e compradores estrangeiros, entre eles um homem do Afeganistão, Zaheer Azizi, suspeito de envolvimento com um dos principais grupos terroristas do mundo, a Al-Qaeda.